# Archiv für schlesische Mundart
Der Arbeitskreis Archiv für schlesische Mundart in Baden-Württemberg wurde geleitet von der aus Hirschberg stammenden Schriftstellerin Erle Bach. Von ihr wurde er 1982 ins Leben gerufen, nachdem sie in den Landeskulturbeirat der Landsmannschaft Schlesien berufen und mit dem Referat „Schlesische Mundart“ betraut wurde. Mundartfreunde aus dem gesamten Bundesgebiet arbeiten in der Mundartforschergruppe mit. Sie haben sich schwerpunktmäßig folgende Aufgaben gestellt.
- Erstellung eines Archiv über wenig bekannte, fast vergessene Mundartdichtung mit allen Information.
- Mundartforschung im Hinblick auf die Besiedlungsgeschichte des Landes, Sprachbrücken zu anderen deutschen Landschaften.
- Tonaufnahmen / Interview mit Schlesiern, die noch in Schlesisch denken; Zeitdokumente.
- Publikationen über Arbeitsergebnisse, Vorträge und Rezitationen.

Nach dem Tod der Arbeitskreisgründerin am 27. Mai 1996 übernahm der aus Schmiedeberg Quirl stammende Friedrich-Wilhelm Preuß den Vorsitz des Arbeitskreises, der 2017 sein 35. Jubiläum in Wangen/Allgäu festlich begangen hat.
Diese Arbeit ist ein Teil der Kulturarbeit des Landesverbandes der Landsmannschaft Schlesien in Baden-Württemberg, finanziell unterstützt vom Innenministerium über das Landeskulturreferat der Landsmannschaft Schlesien, ferner durch Spenden von interessierten Mundartfreunden.